# رضا حسن زاده
رضا حسن زاده (بالفارسية: رضا حسن‌زاده) هو لاعب كرة قدم إيراني في مركز الدفاع، ولد في 1964 في تبريز في إيران، وتوفي في 2006 في عسلوية في إيران بسبب حادث مرور. شارك مع منتخب إيران لكرة القدم. أما مع النوادي، فقد لعب مع نادي تراكتور سازي ونادي سباهان أصفهان ونادي ماشين سازي.